# 카를로스 차베스

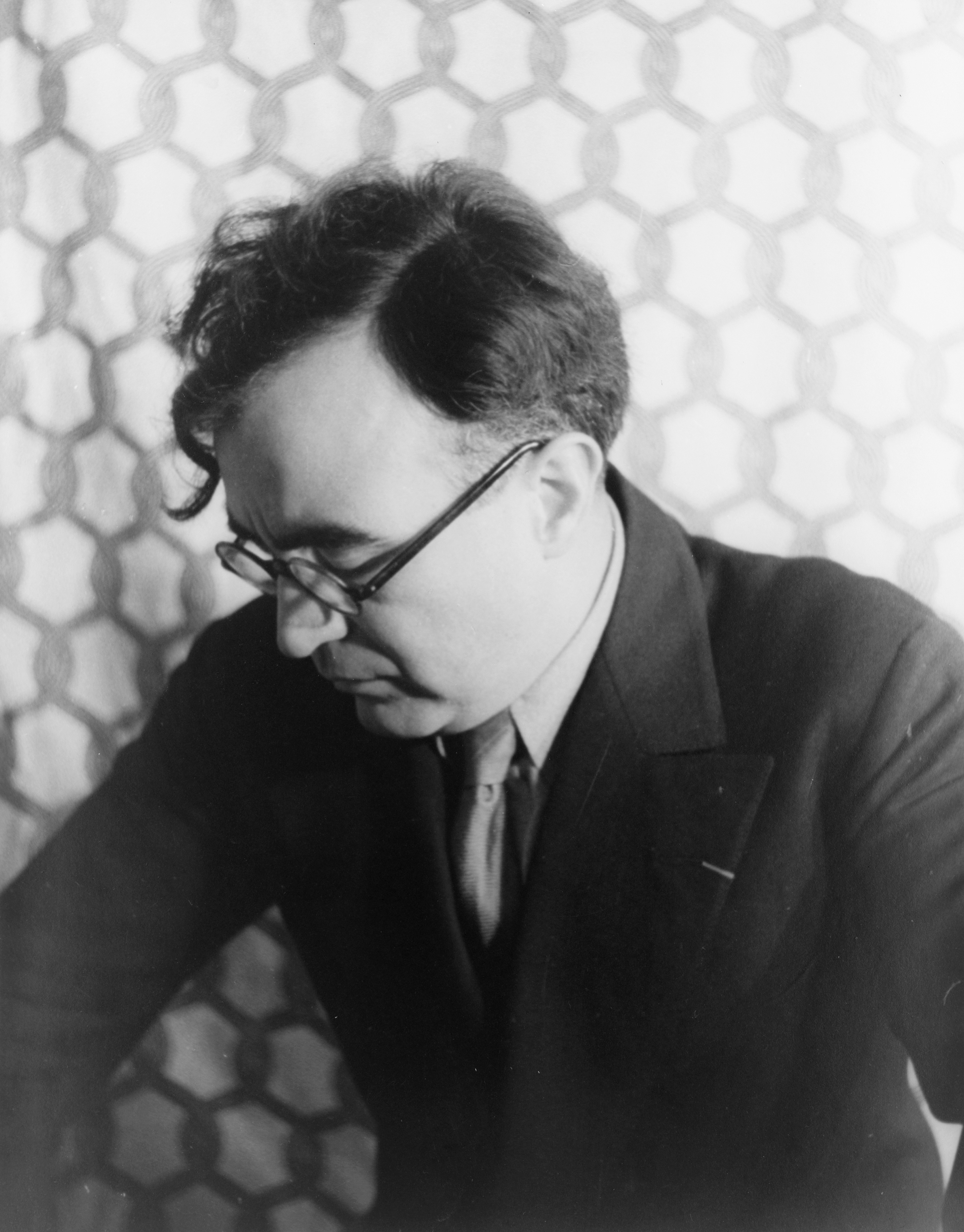
카를로스 차베스
(1937년에 칼 반 베히텐이 찍은 사진.)

카를로스 차베스(Carlos Chavez, 1899년 6월 13일 ~ 1978년 8월 2일)는 멕시코의 국민주의 작곡가 및 지휘자이다. 1899년 6월 13일에 멕시코시티에서 태어났다. 에스파냐의 식민지로 전락하면서 이미 소멸되고 만 고대 인디오 음악의 재건을 꿈꾸고 있었다. 〈심포니아 인디아〉와 〈심포니아 안티고나〉에는 인디오의 토속악기도 더해져 장엄하고 웅대한 고대 멕시코 문명이 오케스트라에 의하여 음으로 재생된 감각이 있다. 1928년에 처음으로 멕시코에 교향악단을 창설하여 현재 멕시코시티에서 활동하고 있는 멕시코 국립교향악단의 기초를 만들었다.